# ブラック・サバス
ブラック・サバス（英語: Black Sabbath）は、イングランド・バーミンガム出身のロックバンドである。1960年代から活動していた有名グループの一つで、ヘヴィメタルやドゥームの開祖とも言われた。2017年に活動停止し、2025年のラストコンサートを最後に50年以上もの歴史に幕を閉じている。
2000年・2014年『グラミー賞』受賞。2006年『ロックの殿堂』入り。ローリング・ストーン誌選出「歴史上最も偉大な100組」第85位。世界の売り上げ枚数は7000万枚を超える。

## 来歴

### オジー・オズボーン在籍期（1968年 - 1979年）

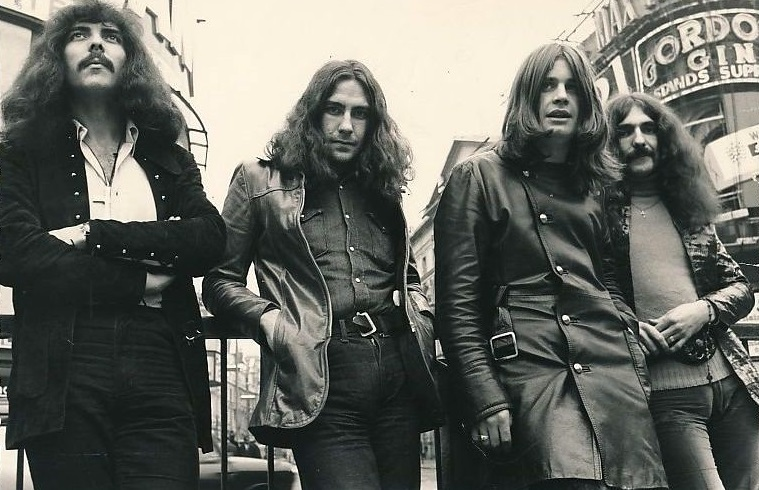
アルバムデビュー当時のグループショット(左からアイオミ、ワード、オズボーン、バトラー)（1970年）

1968年にバーミンガムで結成。ボーカリストのオジー・オズボーンが、新聞に新バンド結成のためのメンバー募集の広告を出したことが契機だった。
バンド名は当初「Earth」と名乗っていたが、ベーシストのギーザー・バトラーが、1964年に公開されたマリオ・バーヴァのホラー映画『BLACK SABBATH（邦題『ブラック・サバス/恐怖!三つの顔』）』から取って改名した。その映画の公開時、映画館には長蛇の列が出来ていたことから、「人間は恐怖を求める」という着想を得た、と本人は語っている。
デビュー・アルバム『黒い安息日』は、1970年2月の「13日の金曜日」という曰くつきの日付に発売された。
同年発売の2ndアルバム『パラノイド』からシングルカットしたタイトルナンバー「パラノイド」がヒット。同アルバムも全英アルバムチャート1位を獲得する。その後、1975年発表の6thアルバム『サボタージュ』まで、全英・全米ともにアルバムチャート上位に到達。特に5thアルバム『血まみれの安息日』までの作品が、いずれも全米で100万枚以上の売り上げを記録した。

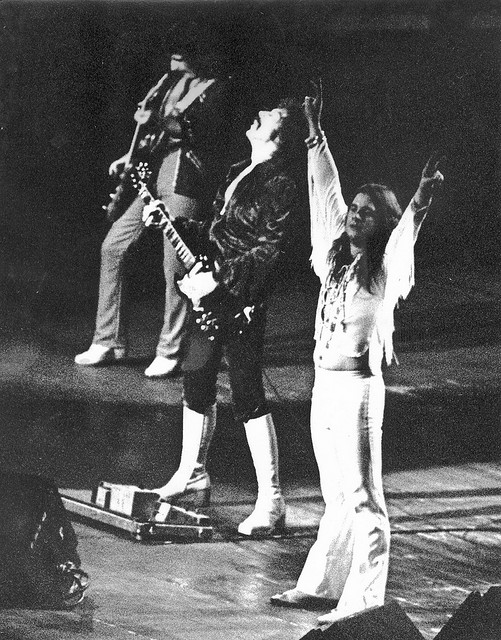
オジー在籍時代末期（1977年）

1976年、この時期から新たな音楽の波「パンク/ニュー・ウェイヴ」のムーブメントが到来し、既存のロック・ミュージックは徐々に衰退していく。それは当バンドも例外ではなく方向性の相違もあり、メンバー間にも不協和音が漂い始める。特にオズボーンが重度のアルコール問題を抱えていた。
1977年、遂にオズボーンを解雇。後任にデイヴ・ウォーカーを起用したが上手くいかず、翌年にオズボーンが復帰するが、制作した8thアルバム『ネヴァー・セイ・ダイ』が批評家に酷評されるなど、その完成度は高くならなかった。そして結局アルコール問題を克服できなかったオズボーンは再度解雇される。

### トニー・アイオミ主導期（1979年 - 1996年）

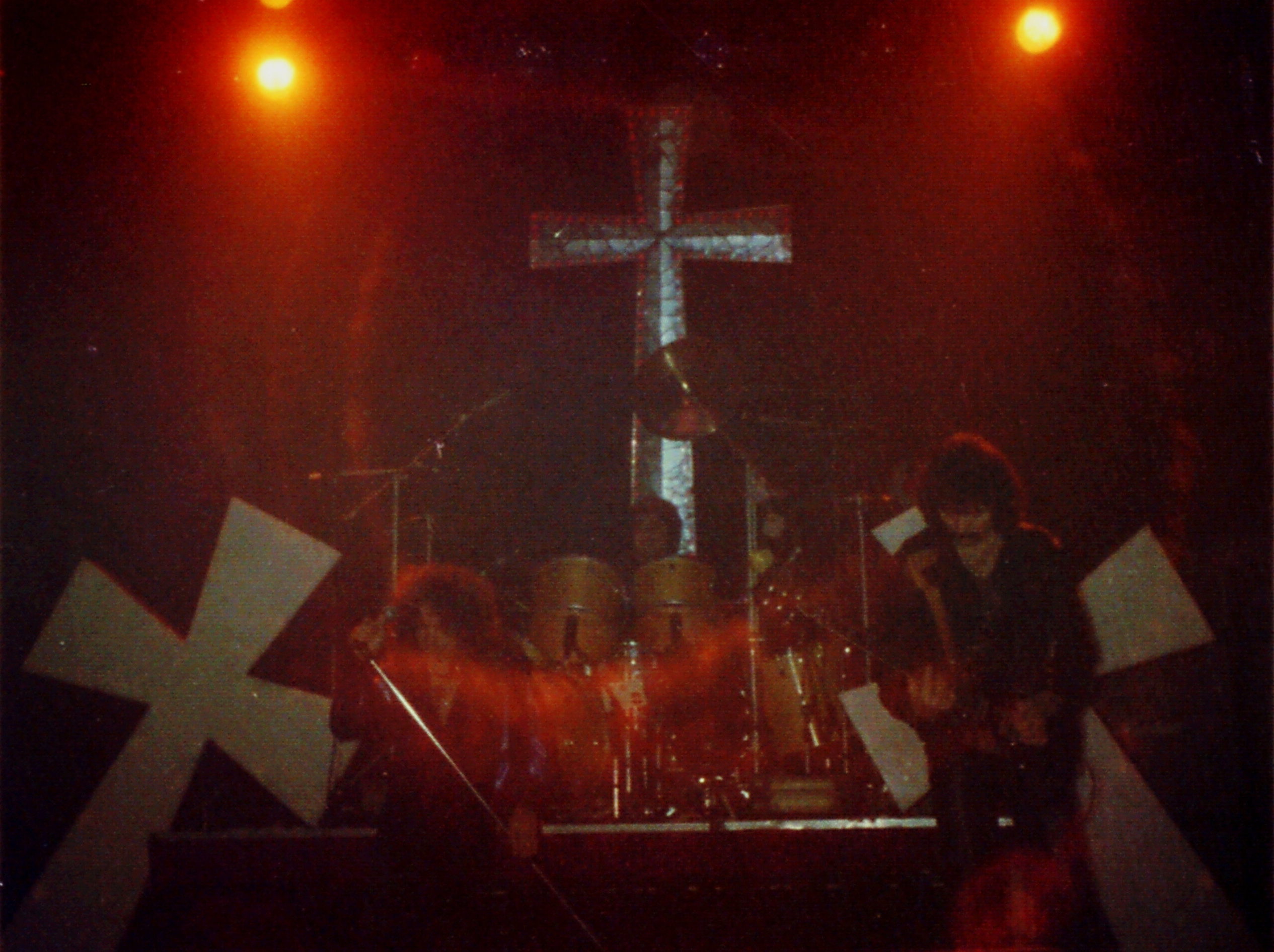
ロニー・ディオ在籍時代（1981年）

1979年、オズボーンの後任として「レインボー」を脱退したばかりのロニー・ジェイムス・ディオが加入。そのレインボーのサウンドと融合し、新たな様式美スタイルを展開した9thアルバム『ヘヴン&ヘル』を翌年に発表。業界からも高い評価を受ける。
1980年、ドラマーのワードが脱退。その後、ワードは、短期の復帰を繰り返している。後任にヴィニー・アピスを迎えたアルバム『悪魔の掟』を発表するも、中途半端にオズボーン時代の音楽性に回帰した作品で、前作で顕著だったディオのボーカルの持ち味が活かされておらず、不評だった。
1982年、ディオがリーダーを務めるバンド「ディオ」結成に向けてヴィニーを引き抜く形で脱退。後任に元ディープ・パープルのイアン・ギランが加入しワードも一時的に復帰したアルバム『悪魔の落とし子』を発売するが、こちらもディープ・パープル再結成のため、1984年に脱退。ワードもツアーには参加せず代わりにエレクトリック・ライト・オーケストラのベヴ・ベヴァンがサポートメンバーとして参加。ギラン脱退後はロン・キールが一時加入するがすぐ解雇。その後審査を経てでデヴィッド・ドナートが加入するがすぐに解雇されるなど、ボーカリスト不在のまま活動は停滞した。
1985年、世界規模の大型チャリティー・コンサート『ライヴエイド』が開催されるにあたり、バンドはオリジナル・メンバーによる一度きりの再編復活として参加。

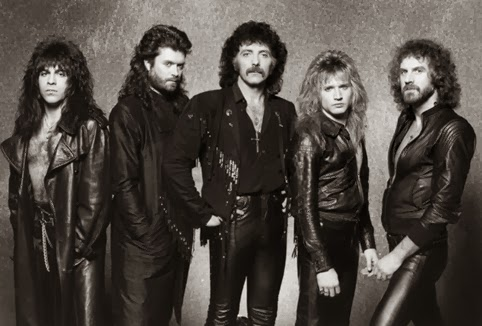
グレン・ヒューズ在籍時代（1986年）左からデイヴ・スピッツ、グレン・ヒューズ、トニー・アイオミ、エリック・シンガー、ジェフ・ニコルズ

オリジナル・メンバーのバトラーが脱退。アイオミは、これを機にバンドを活動停止し、ソロ・アルバムの制作に着手する。翌年にレーベルからの強い要請により、完成したアルバム『セヴンス・スター』をブラック・サバス名義で発売。ゲストに招いていたグレン・ヒューズ等が、そのままツアーのバンド・メンバーとなった。グレンはそのままバンドとしてのブラック・サバスの正式メンバーになり活動する予定だったが、酒や薬物による体調不良や負傷のためツアー直前に解雇される。その後、サポートにレイ・ギラン（後にバッドランズ）を加入させる。しかしアルバム『エターナル・アイドル』の録音途中で解雇されてしまう。
1987年以降は以前ディオがもたらした様式美スタイル回帰を狙い、トニー・マーティンやレインボー人脈のコージー・パウエル（ドラム）を起用し、『エターナル・アイドル』『ヘッドレス・クロス』『TYR』と、三作連続で様式美路線のアルバムを発表し、好評を得る。そして1992年、コージー等と入れ替わりに、その本家たるディオが復帰する（ギーザーとヴィニー・アピスも復帰）も、モダン・ヘヴィネス的な要素を取り入れ、ファンの期待する様式美スタイルを捨てた『ディヒューマナイザー』は著しく不評であり、ディオは再び脱退。その後、1回きりではあるが当時ジューダス・プリーストを脱退したばかりのロブ・ハルフォードが公演に起用された。
1993年、マーティンが復帰。ドラマーは元レインボーのボビー・ロンディネリが加入。前作でのディオの復帰が大きな失敗を招いたことが悪影響を及ぼしたことから、様式美路線に戻した『クロス・パーパシス』は商業的に失敗に終わり、ギーザーが再脱退。一方でニール・マーレイ、コージーが復帰。しかし復帰作も楽曲にラップを取り入れるなど、ファンの望まない方向に音楽性を変えてしまった『フォービドゥン』で、著しく人気は低迷してしまう。また、コージーがツアー中に脱退。ロンディネリをサポートメンバーとして復帰させツアーを完走した。そしてオズボーンを含んだオリジナル・ラインナップの復活が企図され、オズボーン、バトラー、ワードの3人が復帰して、オリジナル・メンバーが再び出揃った。

### リユニオン期（1997年 - 2017年）

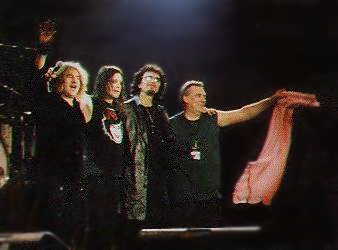
リユニオン・ツアーの集合写真（1999年）

1997年、正式にオリジナル・メンバーでの再結成を果たす。以降、当ラインナップ以外でブラック・サバスとは名乗らないと宣言。1998年にはライブ・アルバム『リユニオン』（スタジオ録音の新曲も2曲収録された）をリリースし、数年間にわたってツアー活動を行うが、新しいスタジオ・アルバムは制作しなかった。
2000年、楽曲「Iron Man」で『グラミー賞』受賞。2006年『ロックの殿堂』入り。この年でリユニオン体制の活動が停止。
2007年、アイオミが、10thアルバム『悪魔の掟』時代のメンバー編成（ロニー・ディオ、ヴィニー・アピス、ギーザー・バトラー、トニー・アイオミ）でツアーを行うと発表。ブラック・サバスとして事実上の変名「ヘヴン・アンド・ヘル」名義で活動する。
2010年、ディオが他界し、ヘヴン・アンド・ヘルの活動が停止。

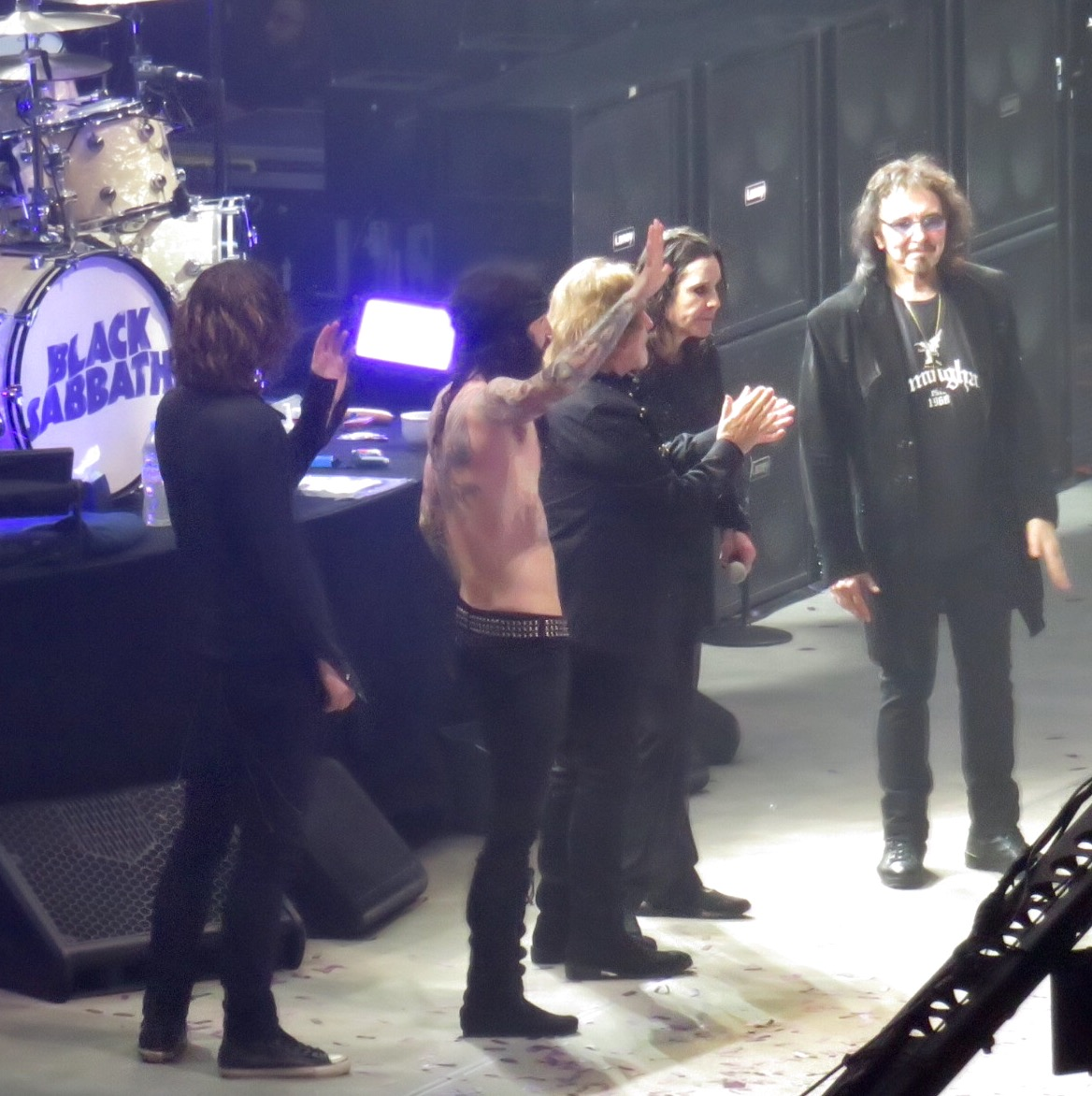
最終公演のグループショット（2017年2月 バーミンガム）

2011年11月11日11時11分、オズボーン、アイオミ、バトラー、ワードは、オリジナル・ラインナップの再始動を会見で発表した。しかし後に、ビル・ワードが契約の内容に不満を持ち、再結成に参加しないと表明する。今後のライブや創作は、代役を迎えての活動に移行。
2013年、18年ぶりのスタジオ・アルバム『13』を発売。デビューから43年目にして、初めて全米ビルボードチャート1位を獲得。各国でも軒並み1位ないし上位にランクインした。
2014年、楽曲「God Is Dead?」で『グラミー賞』受賞。
2016年、バンドの最後となるワールドツアー「THE END」を開始。
2017年2月、バンド発祥の地・バーミンガムで最終公演を開催。約50年に渡る活動の幕を閉じる。後日トニー・アイオミは、将来復活する可能性に含みを残した。

### ラストコンサート（2025年）
2025年2月5日、オリジナル・メンバーによるブラック・サバスとして、またオジーのソロとしてのキャリアを締めくくる最後のコンサートを正式に発表。
同年7月5日、英バーミンガムのヴィラ・パークにて『Back to the Beginning』を開催。サポートアクトにはアンスラックス、スティーブン・タイラー、トム・モレロ（イベントの音楽監督兼任）、ジェイク・E・リー、ヌーノ・ベッテンコート、ルディ・サーゾ、チャド・スミス、ロニー・ウッド、ヤングブラッド、トビアス・フォージ、ガンズ・アンド・ローゼズ、パンテラ、トゥール、ラム・オブ・ゴッド、ゴジラ、マストドン、スレイヤー、メタリカなど、ヘヴィメタル界、ロック界を代表するミュージシャン、バンドが次々とステージに登場し、ザック・ワイルド擁するオジー・オズボーン・バンド、ブラック・サバスによるパフォーマンスでキャリアの終焉を遂げた。
ラストコンサートから17日後の同年7月22日、オジー・オズボーンの死去が家族による声明で公表された。

## 影響

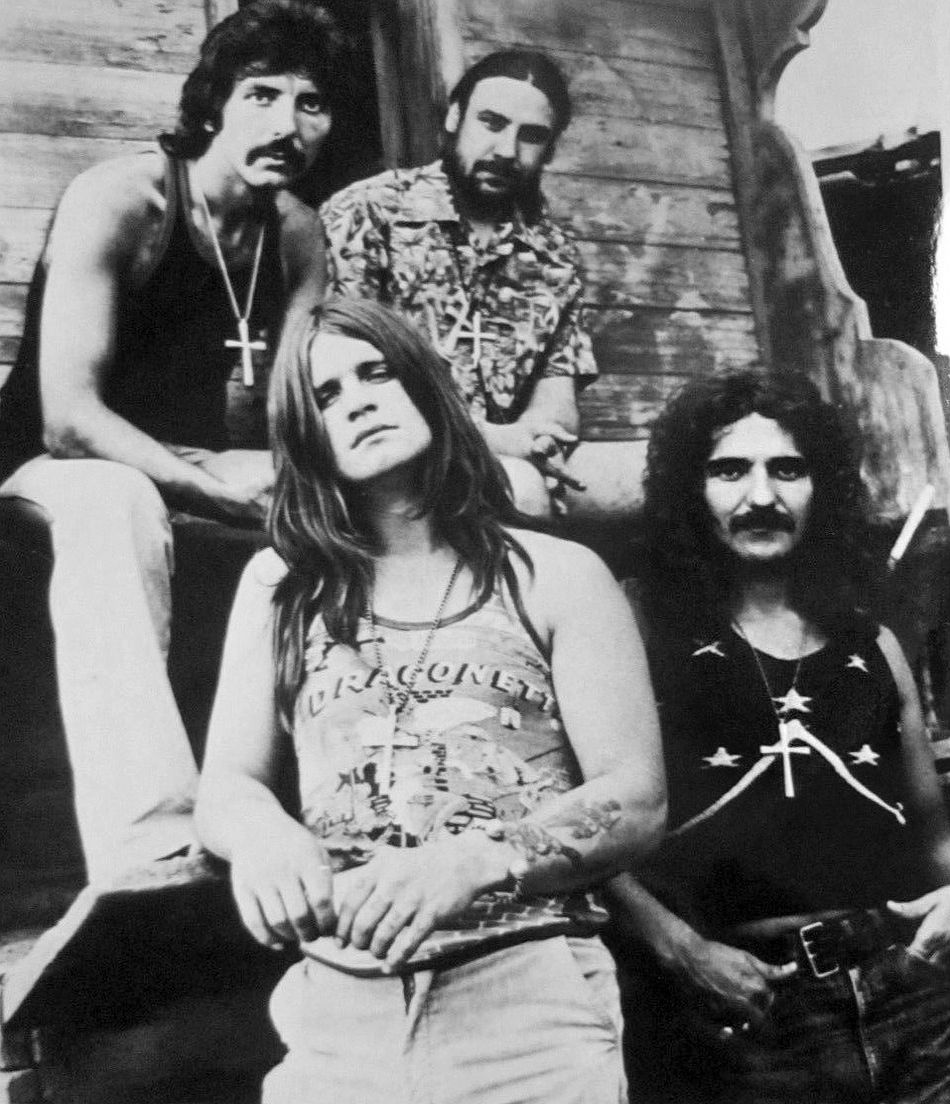
1972年のグループショット

ヘヴィメタルのルーツ
ジャズやブルースを基調とし、「人を怖がらせる音楽を作る」という目的のために作られた音楽性は、ヘヴィメタルを形成していく要素の一つとして後続に大きな影響を与えた。その怪奇的なイメージで度々黒魔術や悪魔と結び付けられ、ギタリストのトニー・アイオミがアメリカ・ツアーの最中、狂信者に楽屋で刃物を突きつけられたという危険なエピソードもある。
結成当初からメンバー内の交流も公私共に良好で、ワードのエッセイ『若き安息日』には「女風呂を必死にのぞこうとするトニー。その尻を持ち上げるオジー。それを心配そうに見守るギーザー。あの瞬間、俺達は初めてのセッションをした」との記述も残されている。
当のオジー・オズボーンは、ヘヴィメタルを生み出したのは自分達ではなく、「キンクス」「レッド・ツェッペリン」「ザ・フー」等から影響を受けて派生した経緯があると否定している。ただし、「悪魔的（ヘヴィ）なギターのリフを作り出した、トニー・アイオミだけは別格」ともしている。
影響力
ブラック・サバスはその革新的な音楽により後続に大きな影響を与えた。アメリカではオジー・オズボーンのソロでの成功や、レインボーで知名度のあったロニー・ジェイムス・ディオの加入で多大な人気が今でもあり、HR/HMの歴史上最も重要なアーティストを決める投票でレッド・ツェッペリンに次いで2位に入ったこともあるほどである。
その影響力は、直系のハードロックやヘヴィメタルに留まらず、ブラック・フラッグなどのハードコア・パンクやニルヴァーナなどのグランジ、ブラックメタルやドゥームメタル（ストーナーロックやスラッジメタルも含む）といったジャンルにおいても、その源流として扱われることが多い。

## メンバー

### オリジナル・ラインナップ
- オジー・オズボーン Ozzy Osbourne - ボーカル（1968年 - 1977年、1978年 - 1979年、1985年、1997年 - 2017年、2025年）※2025年没
- トニー・アイオミ Tony Iommi - ギター（1968年 - 2017年、2025年）
- ギーザー・バトラー Geezer Butler - ベース（1968年 - 1985年、1990年 - 1994年、1997年 - 2017年、2025年）
- ビル・ワード Bill Ward - ドラムス（1968年 - 1980年、1982年 - 1983年、1985年、1997年 - 2012年、2025年）

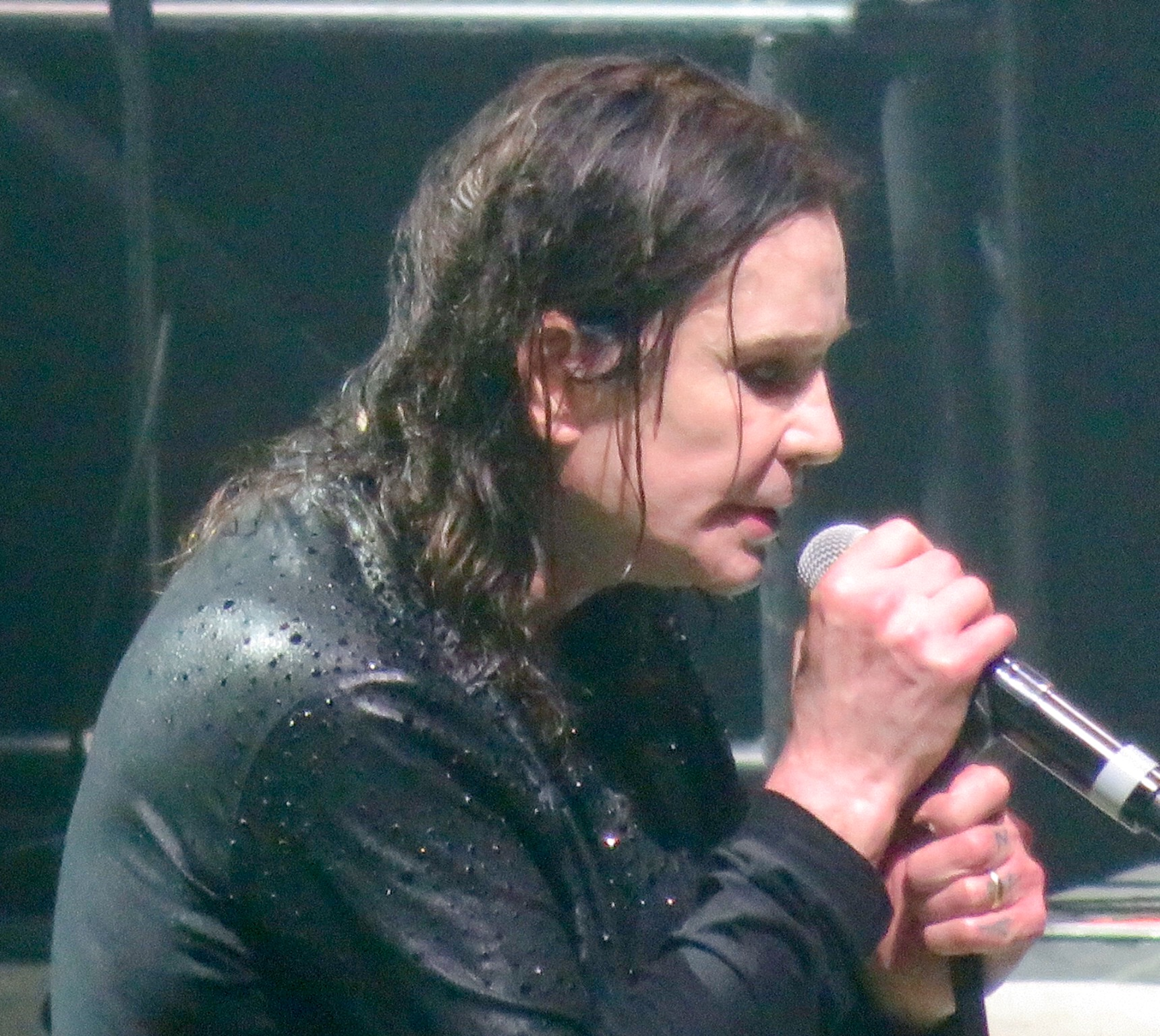
オジー・オズボーン（Vo）2017年
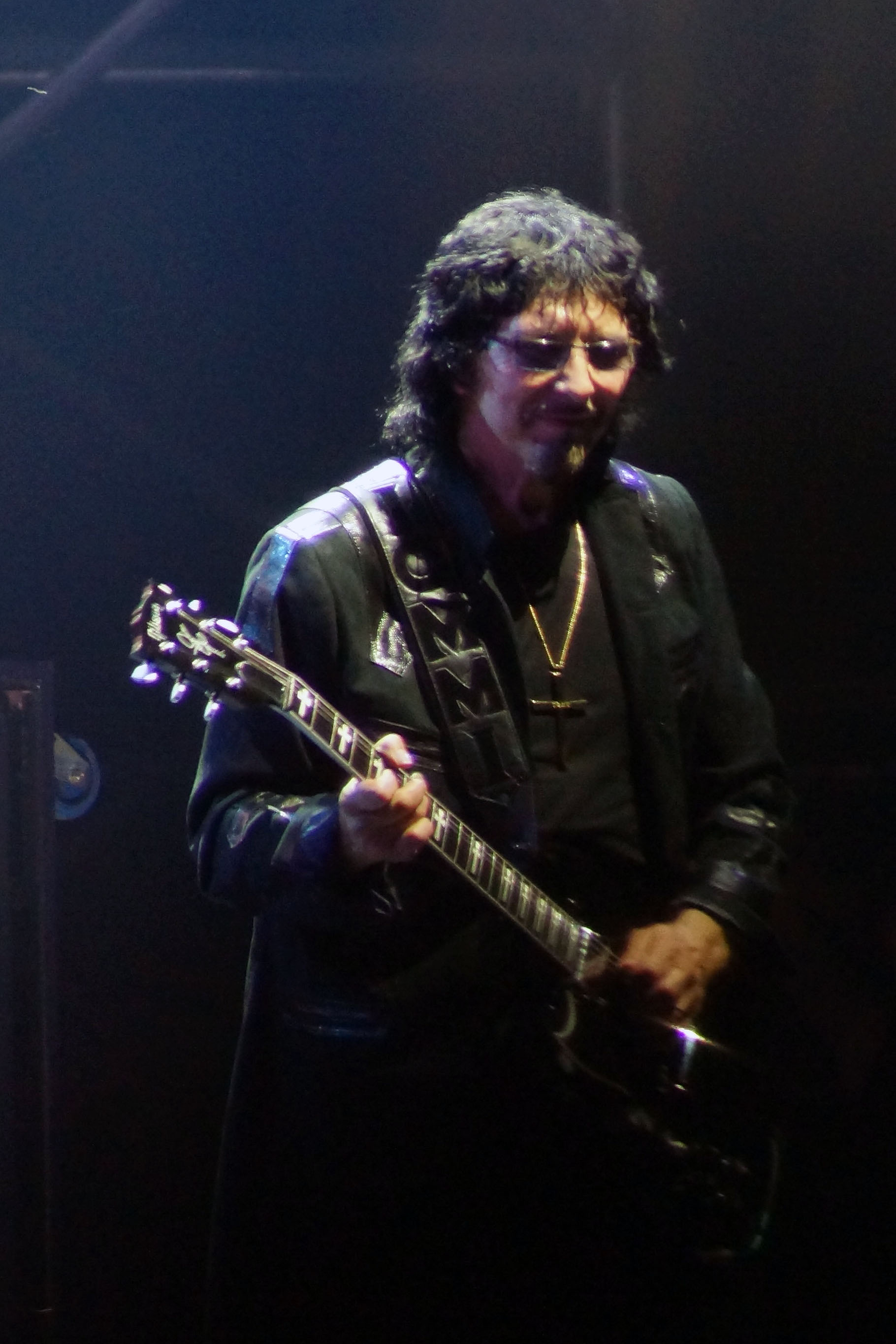
トニー・アイオミ（G）2012年
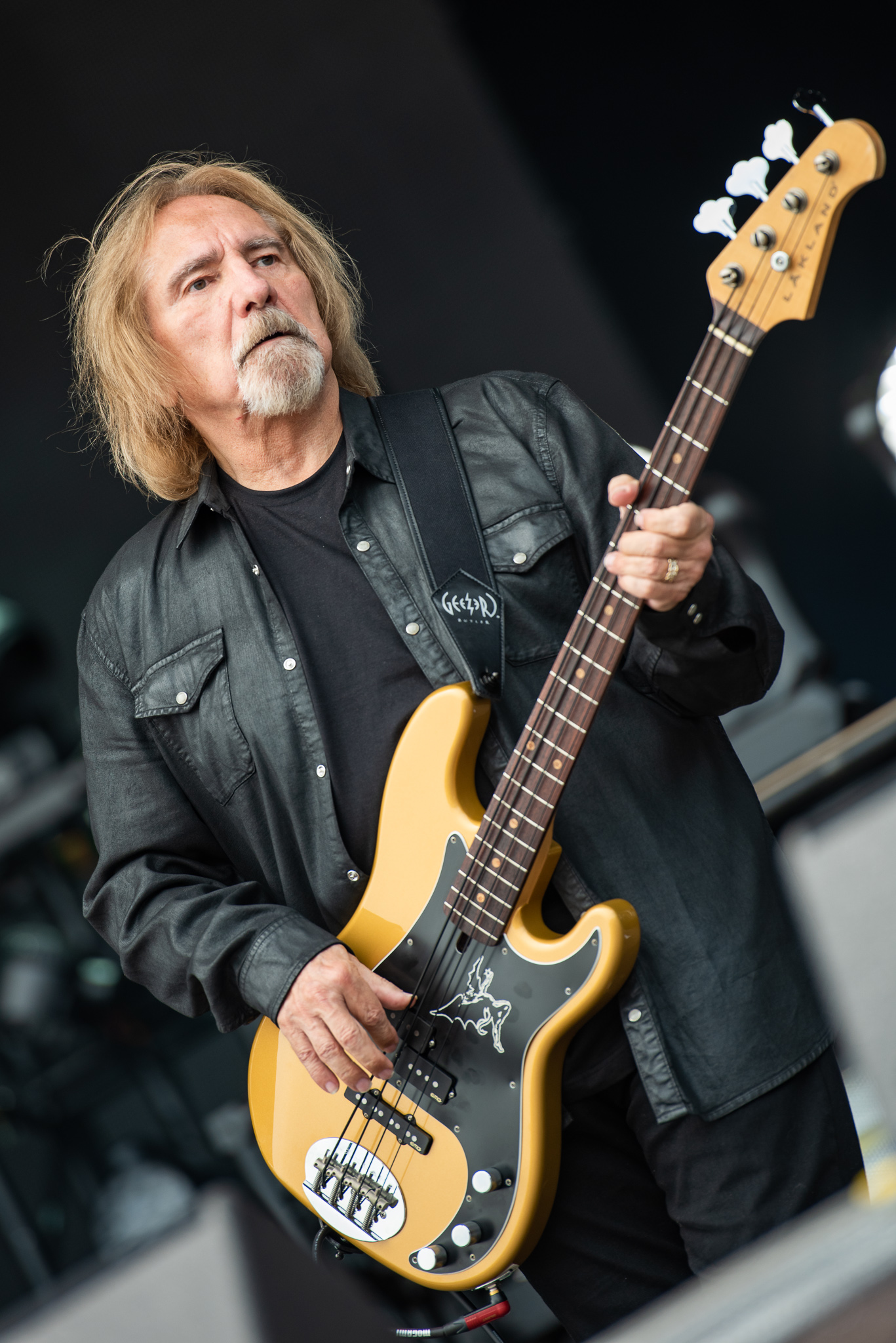
ギーザー・バトラー（B）2019年
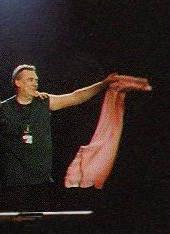
ビル・ワード(Ds) 1999年

### ライブ・サポート
- トミー・クルフェトス Tommy Clufetos - ドラムス（2012年 - 2017年）
- アダム・ウェイクマン Adam Wakeman - キーボード（2004年 - 2006年、2012年 - 2017年）

### 旧メンバー
ボーカル
- デイヴ・ウォーカー Dave Walker（1977年）
- ロニー・ジェイムズ・ディオ Ronnie James Dio（1979年 - 1982年、1991年 - 1992年、2006年）※2010年没
- イアン・ギラン Ian Gillan（1982年 - 1984年）
- ロン・キール Ron Keel（1984年）
- デイヴィッド・ドナート David Donato（1984年 - 1985年）
- グレン・ヒューズ Glenn Hughes（1985年 - 1986年）
- レイ・ギラン Ray Gillen（1986年 - 1987年）※1993年没
- トニー・マーティン Tony Martin（1987年 - 1991年、1993年 - 1997年）
- ロブ・ハルフォード Rob Halford（1992年、2004年)

ベース
- デイヴ・スピッツ Dave Spitz（1985年 - 1986年、1987年）
- ボブ・デイズリー Bob Daisley（1986年）
- ジョー・バート Jo Burt（1987年）
- ローレンス・コットル Laurence Cottle（1988年 - 1989年）
- ニール・マーレイ Neil Murray（1989年 - 1991年、1994年 - 1995年）

ドラムス
- ヴィニー・アピス Vinny Appice（1980年 - 1982年、1991年 - 1992年、1998年、2006年）
- ベヴ・ベヴァン Bev Bevan（1983年 - 1984年、1987年）
- エリック・シンガー Eric Singer（1985年 - 1987年）
- テリー・チャイムズ Terry Chimes（1987年）
- コージー・パウエル Cozy Powell（1988年 - 1991年、1994年 - 1995年）※1998年没
- ボビー・ロンディネリ Bobby Rondinelli（1993年 - 1994年、1995年）

キーボード
- ジェフ・ニコルズ Geoff Nicholls（1980年 - 2004年）※2017年死去[28]

## ディスコグラフィ

### スタジオ・アルバム
- 『黒い安息日』 - Black Sabbath（1970年）
- 『パラノイド』 - Paranoid（1970年）
- 『マスター・オブ・リアリティ』 - Master of Reality（1971年）
- 『ブラック・サバス4』 - Black Sabbath Vol.4（1972年）
- 『血まみれの安息日』 - Sabbath Bloody Sabbath（1973年）
- 『サボタージュ』 - Sabotage（1975年）
- 『テクニカル・エクスタシー』 - Technical Ecstasy（1976年）
- 『ネヴァー・セイ・ダイ』 - Never Say Die!（1978年）
- 『ヘヴン&ヘル』 - Heaven and Hell（1980年）
- 『悪魔の掟』 - Mob Rules（1981年）
- 『悪魔の落とし子』 - Born Again（1983年）
- 『セヴンス・スター』 - Seventh Star（1986年）※BLACK SABBATH featuring TONY IOMMI名義
- 『エターナル・アイドル』 - The Eternal Idol（1987年）
- 『ヘッドレス・クロス』 - Headless Cross（1989年）
- 『ティール』 - Tyr（1990年）
- 『ディヒューマナイザー』 - Dehumanizer（1992年）
- 『クロス・パーパシス』 - Cross Purposes（1994年）
- 『フォービドゥン』 - Forbidden（1995年）
- 『13』 - 13（2013年）

### ライブ・アルバム
- 『ライヴ・アット・ラスト!』 - Live at Last（1980年）
- 『ライヴ・イーヴル』 - Live Evil（1982年）
- 『クロス・パーパシス・ライヴ』 - Cross Purposes Live（1995年）
- 『リユニオン』 - Reunion（1998年）
- 『パスト・ライヴス』 - Past Lives（2002年）
- 『ライヴ・アット・ハマースミス・オデオン』 - Live at Hammersmith Odeon（2007年）

### コンピレーション・アルバム
- 『ウィ・ソールド・アワ・ソウル・フォー・ロックンロール』 - We Sold Our Soul for Rock 'n' Roll（1975年）※LP2枚組ベスト盤。
- 『グレイテスト・ヒッツ』 - Greatest Hits（1977年）
- 『レジェンダリィ』 - The Sabbath Collection（1985年）
- 『ブラッケスト・サバス～スーパー・ベスト』 - Blackest Sabbath: Black Sabbath 1970-1987（1989年）
- The Collection（1992年）
- 『ザ・ベスト・オブ・オジー・オズボーン・イヤーズ』 - The Best Of Ozzy Osbourne Years（1995年）
- 『ザ・サバス・ストーンズ』 - The Sabbath Stones（1996年）
- 『オジー・オズボーン・ベスト・トラックス』 - Ozzy Osbourne Best Tracks（1996年）
- 『ベスト・トラックス～ビトゥイーン・ヘヴン・アンド・ヘル 1970-1983』 - Between Heaven And Hell 1970 - 1983（1996年）
- 『ベスト・オブ・ブラック・サバス 1970～1987<完全版>』 - The Best Of Black Sabbath 1970-1987（1996年）
- 『ベスト・オブ・ブラック・サバス』 - The Best of Black Sabbath（2000年）
- Symptom of the Universe: The Original Black Sabbath 1970–1978（2002年）
- Greatest Hits 1970–1978（2006年）
- 『ベスト・オブ・ディオ・イヤーズ』 - Black Sabbath: The Dio Years（2007年）
- 『グレイテスト・ヒッツ』 - Greatest Hits（2009年）
- 『アイアン・マン - ザ・ベスト・オブ・ブラック・サバス』 - Iron Man: The Best of Black Sabbath（2012年）

### ボックス・セット
- 『オジー・オズボーン・イヤーズ』 - The Ozzy Osbourne Years（1991年）
- 『アンダー・ホイールズ・オブ・コンフュージョン 1970～1987』 - Under Wheels of Confusion（1996年）
- 『ブラック・ボックス』 - Black Box: The Complete Original Black Sabbath（2004年）（オズボーン在籍時のアルバムを収めたボックス）
- The Rules of Hell（2008年）（ディオ在籍時のアルバムを収めたボックス）

### シングル
※日本盤 7インチのみ
- 「イーブル・ウーマン」 - "Evil Woman"（1970年）
- 「パラノイド」 - "Paranoid"（1971年）
- 「悪魔の世界」 - "Wicked World"（1971年）
- 「トゥモロウズ・ドリーム」 - "Tomorrow's Dream"（1972年）
- 「血まみれの安息日」 - "Sabbath Bloody Sabbath"（1974年）
- 「発狂」 - "Am I Going Inside (Radio)"（1975年）
- 「イッツ・オーライ」 - "It's Alright"（1976年）
- 「ネバー・セイ・ダイ」 - "Never Say Die!"（1978年）
- 「ハード・ロード」 - "Hard Road"（1978年）
- 「ネオンの騎士」 - "Neon Knights"（1980年）

## 来日公演

### 単独公演
- Heaven and Hell Tour（1980年）〈Ronnie James Dio〉
  - 11月16日（昼・夜）・18日 東京 中野サンプラザ
  - 11月17日 東京 日本青年館
  - 11月20日 京都 京都会館
  - 11月21日 大阪 フェスティバルホール
- Headless Cross Tour（1989年）〈Tony Martin〉
  - 10月14日 川崎 クラブチッタ川崎
  - 10月16日（昼・夜） 東京 東京厚生年金会館
  - 10月19日 大阪 フェスティバルホール
  - 10月21日 名古屋 愛知県勤労会館
- Cross Purposes Tour（1994年）〈Tony Martin〉
  - 3月21日 横浜 ランドマークホール
  - 3月22日 東京 中野サンプラザ
  - 3月26日 大阪 大阪厚生年金会館
  - 3月27日 東京 東京厚生年金会館
- Forbidden Tour（1995年）〈Tony Martin〉
  - 11月19日 東京 渋谷公会堂
  - 11月21日 名古屋 名古屋クラブクアトロ
  - 11月22日 大阪 サンケイホール

### フェス
- Ozzfest Japan 2013（2013年）〈Ozzy Osbourne〉
  - 5月12日 千葉 幕張メッセ 国際展示場 展示ホール9-10-11